# Pavel Černocký
Pavel Černocký (* 5. března[zdroj⁠?!] 1945 Praha) je český diskžokej, hudebník, hudební publicista, manažer a prezident Elvis Presley Fanclubu CZ , po roce 1989 politický komentátor.

## Život
Narodil se v Praze, jeho mladší sestrou je zpěvačka Petra Černocká a bratrancem herec Vlastimil Brodský.. Po základní škole a maturitě na Gymnáziu na Ortenově náměstí studoval tři roky Vysokou školu zemědělskou v Praze. Spolu s dalšími hudebníky založil bigbeatovou skupinu Donald, která hrála v letech 1963–1967 ve složení Jiří Jirásek, Ivo Kulhánek, Pavel Černocký, Vladimír Kulhánek a Zdeněk Juračka. Byl též členem skupiny Františka Ringo Čecha Rogers Band, která se zúčastnila 1. československého bigbeatového festivalu pořádaného v roce 1967 v Praze.
V roce 1967 navštívil Londýn, kde viděl poprvé produkci tamních diskžokejů a po návratu do Československa začal jako první pořádat taneční diskotéky v Praze, později i v ostatních městech republiky.
Do časopisu Pop Music expres psal pravidelně reportáže ze svých cest do Londýna. Po roce 1969 byl časopis zakázán.
Na jaře roku 1996 založil Elvis Presley Fan Club Czech Republic, který existuje dodnes.
Po roce 1989 se začal věnovat novinářské činnosti.
Do roku 1989 nebyl politicky organizován, po společenských změnách působil jako tajemník KAN a později byl krátkodobě členem ODS.
Ve volbách do Evropského parlamentu v červnu 2024 kandidoval jako nestraník za hnutí ČiKR na 12. místě kandidátky uskupení „ALIANCE ZA NEZÁVISLOST ČR - proti přijetí eura!“ (tj. strana Bezpečné ulice (BEZ-UL), strana Národní demokracie (ND), hnutí Aliance národních sil (ANS), strana Rozumní, Dělnická strana sociální spravedlnosti (DSSS) a hnutí Čistý kraj (ČiKR)). Uskupení však získalo pouze 0,50 % hlasů a zvolen tak nebyl.

## Literární dílo
- 2005 – Legenda jménem Elvis Aaron Presley: 1935-1977 – Vodnář
- 2019 – Takoví jsme byli – BVD (autobiografie)